# 지방도 제597호선
지방도 제597호선은 충청북도 괴산군 장연면 방곡 교차로와 제천시 한수면 탄지삼거리를 잇는 충청북도의 지방도이다.
월악산 국립공원을 관통하는 것이 특징이다. 2008년 1월 11일 지방도 제402호선 강원도 구간을 통합하기 시작해 2010년 9월 3일 충청북도 나머지 구간을 통합하였다. 그러나 구 지방도 제402호선 구간과 본래 노선끼리 연계되지 않는다.
2017년 7월 7일 지방도 노선 변경으로 전 구간 지방도 제508호선에 편입되면서 폐지되었다.

## 연혁
- 2003년 2월 14일 : 충청북도 구간 노선 재지정으로 종점이 '제천시 송학면 송한리'에서 '제천시 한수면 탄지리'로 변경[2]
- 2008년 1월 11일 : 지방도 제402호선 강원도 구간을 이 지방도로 편입[3]
- 2008년 12월 26일 : 지방도 도로구역 지정[4]
- 2010년 9월 3일 : 지방도 제402호선 충청북도 구간을 이 지방도로 편입[5]
- 2017년 7월 7일 : 지방도 제508호선에 편입되면서 폐지[6]

## 주요 경유지

### 본래 노선
- 괴산군
  - 장연면 방곡 교차로 - 방곡삼거리 - 추점삼거리 - 추점교 - 길용목재 (해발 320m)

- 충주시
  - 수안보면 길용목재 (해발 320m) - 사조리조트 - 황산육교 - 스키장삼거리 - 수안보입구 교차로 - 안보삼거리 - 안보리 - 사문리 - 석문교 - 지릅재 (해발 540m) - 미륵리 - 만수교

- 제천시
  - 한수면 만수교 - 와룡교 - 남문교 - 덕주산성 - 망폭교 - 덕주교 - 동창교 - 송계리 - 송계5교 - 송계3교 - 송계2교 - 송계1교 - 탄지삼거리

### 구지방도 제402호선노선

#### 충청북도
- 제천시
  - 백운면 평동삼거리 (구 국도 제38호선) - 백운교 - 평동리 - 방학리 - 방도교 - 도곡리 - 덕동교 - 운학교 - 운학리 - 운학재(구령재, 해발 530m)

#### 강원도
- 원주시
  - 신림면 구력재(운학재, 해발 530m) - 구학리 - 구덕교 - 용암리 - 용암교 - 용암삼거리

## 도로명
충청북도
- 괴산군 장연면 방곡 교차로 ~ 방곡삼거리 : 충민로
- 괴산군 장연면 방곡삼거리 ~ 추점삼거리 : 미선로
- 괴산군 장연면 추점삼거리 ~ 길용목재 : 안보로
- 충주시 수안보면 길용목재 ~ 황산육교 동단 : 주정산로
- 충주시 수안보면 황산육교 동단 ~ 스키장삼거리 : 온천천변길
- 충주시 수안보면 스키장삼거리 ~ 안보삼거리 : 수안보로
- 충주시 수안보면 안보삼거리 ~ 제천시 한수면 탄지삼거리 : 미륵송계로
- 제천시 백운면 평동삼거리 ~ 운학재 : 구학산로

강원도
- 원주시 신림면 구력재 ~ 용암삼거리 : 구학산로